# Salto Dupí
Salto Dupí es un corregimiento del distrito de Mironó en la comarca Ngäbe-Buglé, República de Panamá. La localidad tiene 2.672 habitantes (2010).